# Alleanza Democratica Nazionale (India)
L'Alleanza Democratica Nazionale (in inglese National Democratic Alliance, in hindi राष्ट्रीय जनतान्त्रिक गठबन्धन) è una coalizione politica indiana, guidata dal Bharatiya Janata Party (che conferisce alla stessa un orientamento prevalentemente di centro-destra).
L'alleanza è stata costituita nel maggio del 1998 coalizzando formazioni politiche avverse al Congresso Nazionale Indiano, in vista delle elezioni parlamentari federali dello stesso anno, in cui conseguì la maggioranza dei seggi. La coalizione è stata governo del paese dal 1998 al 2004 sotto la guida di Atal Bihari Vajpayee come Primo ministro.
Dopo la sconfitta nel 2004 da parte dell'Alleanza Progressista Unita, l'ADN è tornata al governo di Nuova Delhi con le elezioni del 2014, sotto la guida di Narendra Modi, confermandosi poi nella successiva tornata del 2019. Al 2021 è inoltre alla guida di 17 dei 28 Stati federati.